# Hercostomus chiaiensis
Hercostomus chiaiensis är en tvåvingeart som beskrevs av Zhang, Yang och Kazuhiro Masunaga 2005. Hercostomus chiaiensis ingår i släktet Hercostomus och familjen styltflugor.
Artens utbredningsområde är Taiwan. Inga underarter finns listade i Catalogue of Life.